# رولاند كوربيس
رولاندو كوربيس (12 أغسطس 1953

 في مرسيليا) (بالفرنسية: Rolland Courbis)‏ لاعب كرة قدم فرنسي معتزل كان يجيد اللعب في خط الدفاع وحاليا مدرب نادي اتحاد العاصمة الجزائري (USMA) .
لعب في أندية مرسيليا (1971-1972) أجاكسيو (1972-1973) أوليمبياكوس اليوناني (1973-1974) سوشو (1974-1977) موناكو (1977-1982) وطولون (1982-1985) .
حقق مع نادي موناكو بطولة دوري الدرجة الأولى موسمي 1977/1978 و1981/1982 وبطولة كأس فرنسا موسم 1979/1980 . حقق مع نادي أولمبياكوس بطولة دوري السوبر موسم 1973/1974 .
تولى تدريب أندية طولون (1986-1990) مرسيليا إندوم (1991-1992) بوردو (1992-1994) تولوز (1994-1995) بوردو مجددا (1996-1997) مرسيليا (1997-1999) لنس (2000-2001) أجاكسيو (2001-2003) الوحدة الإماراتي (2003) ألانيا فلاديكافكاز الروسي (2004) أجاكسيو مجددا (2004-2006) مونبلييه (2007-2009) .
ساهم في تأهل نادي بوردو إلى المباراة النهائية لبطولة كأس الدوري الفرنسي موسم 1996/1997 ولكنه خسر من نادي ستراسبورغ بركلات الجزاء الترجيحية . ساهم في تأهل نادي مرسيليا إلى المباراة النهائية لبطولة كأس الاتحاد الأوروبي موسم 1998/1999 ولكنه خسر من نادي بارما الإيطالي 0/3 . حقق مع نادي أجاكسيو بطولة دوري الدرجة الثانية موسم 2001/2002 .

## روابط خارجية
- رولاند كوربيس على موقع الاتحاد الدولي (مؤرشف)  (الإنجليزية)
- رولاند كوربيس على موقع قاعدة بيانات كرة القدم.إي يو (الإنجليزية)
- رولاند كوربيس على موقع ليكيب (الفرنسية)
- رولاند كوربيس على موقع Soccerbase.com (مدرب) (الإنجليزية)
- رولاند كوربيس على موقع Soccerway.com (الإنجليزية)
- رولاند كوربيس على موقع كووورة